# Амбасадорова кћи
Амбасадорова кћи (тур. Sefirin Kızı) турска је драмска телевизијска серија. Режију потписује Емре Кабакушак, по сценарију Ајше Ферда Ерилмаз и Седеф Нехир Едем. Главне улоге глуме Енгин Акјурек и Неслихан Атагул, док је Атагулова 18. јануара 2021. објавила да напушта серију због здравственог стања, а заменила ју је Туба Бујукустун. Премијерно је приказана 16. децембра 2019. године. У Србији је приказивала Нова С од 7. фебруара до 1. септембра 2022. године.

## Радња
Амбасадорова кћи, предивна Нарe и млади Санџар покушавају да пронађу снагу у себи како би напокон, након много година раздвојености, победили животне околности и пронашли пут једно до другога. Њихова љубав из младости напрасно је била прекинута, али је оставила нераскидив траг. Годинама касније једна велика трагедија поновно их на кратко спаја, али животни путеви су непредвидиви, па се тако и на њиховом нађу нове препреке.

## Улоге
| Глумац                 | Улога               | Епизоде |
| ---------------------- | ------------------- | ------- |
| Енгин Акјурек          | Санџар Ефеоглу      | 1—52.   |
| Неслихан Атагул        | Наре Челеби         | 1—36.   |
| Туба Бујукустун        | Мави Ефеоглу        | 38—52.  |
| Берен Генчалп          | Мелек Ефеоглу       | 1—52.   |
| Ураз Каjгилароглу      | Гедиз Ишикли        | 1—38.   |
| Догукан Полат          | Јахја Ефеоглу       | 1—52.   |
| Хивда Зизан Алп        | Елван Ефеоглу       | 1—52.   |
| Џемре Октем            | Зехра Ефеоглу       | 1—52.   |
| Зерин Сумер            | Фериде Ефеоглу      | 26—36.  |
| Едип Тепели            | Каврук Омер         | 1—52.   |
| Гонџа Џиласун          | Халисе Ефеоглу      | 1—52.   |
| Озлем Чакар Јалчинкаја | Рефика Шахин Ишикли | 1—41.   |
| Есра Кизилдоган        | Муге Ишикли         | 1—52.   |
| Сами Аксу              | Неџдет Јилмаз       | 1—52.   |
| Тулин Јазкан           | Менекше Јилмаз      | 1—35.   |
| Нилуфер Киличарслан    | Атике Јилмаз        | 1—35.   |
| Јагмур Башкурт         | Гулсије             | 1—52.   |
| Илајда Илдир           | Дуду                | 3—52.   |
| Дујгу Караџа           | Еше                 | 1—34.   |
| Ердал Кучукмурџу       | Гувен Челеби        | 1—52.   |
| Булент Шакрак          | Кахраман Боз        | 12—40.  |
| Гозде Џигачи           | Џејлан              | 17—40.  |
| Ерхан Алпај            | Акин Бајдар         | 1—26.   |
| Дениз Ишин             | Сахра Јалчин        | 27—34.  |
| Фуркан Аксој           | Локи                | 7—29.   |
| Ферит Актуг            | Бора                | 39—52.  |
| Шефак Башкаја          | Седат               | 42—52.  |

## Епизоде
| Сезона | Сезона | Епизоде | Епизоде | Оригинално емитовање | Оригинално емитовање | Оригинално емитовање | Емитовање у Србији | Емитовање у Србији | Емитовање у Србији |
| Сезона | Сезона | Турска  | Србија  | Премијера            | Финале               | Мрежа                | Премијера          | Финале             | Мрежа              |
| ------ | ------ | ------- | ------- | -------------------- | -------------------- | -------------------- | ------------------ | ------------------ | ------------------ |
|        | 1.     | 17      | 61      | 16. децембар 2019.   | 22. јун 2020.        |                      | 7. фебруар 2022.   | 8. април 2022.     |                    |
|        | 2.     | 35      | 119     | 7. септембар 2020.   | 11. мај 2021.        | 11. април 2022.      | 1. септембар 2022. |                    |                    |